# 가봉
가봉 공화국(프랑스어: République gabonaise 레퓌블리크 가보네즈[*]) 또는 가봉(프랑스어: Gabon)은 아프리카 중서부에 있는 나라이다. 수도는 리브르빌이다. 인접국으로는 적도 기니, 카메룬, 콩고 공화국이 있다. 1960년 8월 17일 프랑스로부터 독립한 후 1967년 12월 2일부터 2009년 6월 8일까지 가봉의 대통령으로 재임한 오마르 봉고의 아래 42년의 통치를 받았다. 1990년에 새 헌법의 제정으로 다당제, 정부 개혁을 위한 투명한 선거 제도를 도입했다. 인구가 적고, 천연 자원이 풍부하여 외국 자본의 투자가 활발하여 아프리카 대륙에서 비교적 윤택한 생활 수준을 유지하고 있다.
프랑스령의 자치 공화국으로 승격되었으며 1960년 8월 17일에 프랑스으로부터 독립을 선포하였다. 1968년 3월 12일 종족들에 기초하여 조직되었던 다당제를 폐지하고 민주 연맹과 민주사회동맹을 합당하여 유일집권당인 민주당을 창건하였다. 1980년 1월 국민 회의 선거가 진행되었다. 정부는 대외적으로 비동맹 운동을 표방하고 있다. 최고입법기관은 단원제 국민회의이며 국가수반은 가봉의 대통령이다. 정부는 대통령 중심제이다.

## 지리와 기후
아프리카의 서부 적도선상에 놓여 있다. 콩고 공화국과 카메룬, 적도 기니와 국경을 맞대고 있으며 서쪽으로는 대서양 연안과 맞닿아 있다. 넓이는 267,667km2, 인구는 585,000명(1980년), 수도는 리브르빌(25만 명)이다. 영토의 80%가 산림 지대이다. 열대성 기후로서 연평균 기온은 30∼35℃, 연평균 강수량은 2,000∼2,500mm이다.

## 인구

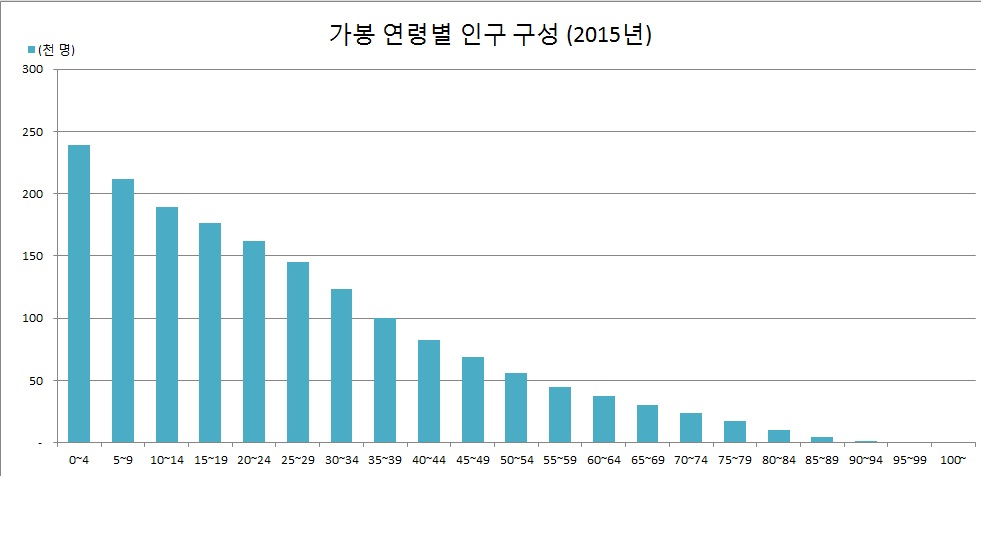
가봉 연령별 인구 구조 (2015년)

가봉의 총 인구는 2021년 기준으로 234.1만명이다. 인구 증가율은 2.25%(2010년~2015년) 정도이다. 인구밀도는 6.7명/Km²이며 세계 평균인 56.5/Km²와 비교해 볼 때 매우 낮은 수준이며 전체 인구의 87.2%(2015년)이 도시에 거주하고 있다. 중위 연령은 21.4세로 낮은편이다.

## 주민
가봉에는 서로 언어와 문화를 달리하는 40여개의 부족이 존재하는 것으로 알려져 있다. 가장 큰 집단은 팡족이며, 그 외의 주요 민족집단으로는 반자비족, 몌네족, 바코다족, 에쉬라족, 바푸누족, 아칸데족 등이 있다. 이외에 프랑스인이 1만 명 정도 거주한다. 프랑스어가 국가의 공용어이고 인구의 80%가 프랑스어를 구사할 수 있다. 1995년 헌법 2조에 "가봉 공화국은 공식적 업무어로 프랑스어를 채택한다"라고 천명했다.

## 경제
가봉은 1996~2005년 기간 동안 연평균 1.1%의 경제 성장을 기록하였다. 가봉의 경제에서 기본은 임업, 목재가공, 채굴업이다. 산림자원이 풍부하며, 종이공업도 발전하였다. 주요지하자원은 원유, 망간, 우라늄, 금, 금강석 등이다. 농업은 노동인구의 70%가 종사하나 국내총생산액에서 차지하는 비중은 매우 적다. 주요농산물은 코코아, 커피, 목감자, 바나나, 땅콩 등이다. 운수업에서는 자동차운수와 강하천운수를 위주로 한다. 철도는 건설중에 있다. 가봉에는 비행장이 아프리카나라들 중에서도 가장 조밀하게 배치되어 있는데 23개의 비행장 중 3개는 국제공항이다. 주요 수출품은 목재와 원유, 망간 등이며 주요수입품은 식량, 강제, 전기기계, 자동차, 화학제품, 식료품이다.

## 대외 관계

### 대한민국
1977년 5월 9일 가봉 공화국의 前 가봉의 대통령인 오마르 봉고(Bongo, El Hadj Omar)가 대한민국을 방문하였다. 가봉의 대통령은 이후 1984년, 1996년, 2007년에도 세 차례에 더 대한민국을 방문하였다.

## 같이 보기
- 랑바레네

## 음식

### 치킨 무암바(Chicken muamba)
닭고기, 매운 칠리, 마늘, 토마토, 후추, 소금, 오크라와 야자 버터 등을 곁들인 음식이다. 한국의 치킨과는 완전히 다른 매력을 느낄 수 있다.

### 꾸페꾸페
고기를 오랜시간 동안 은은한 불로 훈제를 하는 것이다. 그래서 기름기가 잘 빠져있고 고기도 연하다. 주로 이 고기에다 바게트 빵이나 주식인 마뇩이라고 하는 떡과 같은 음식이랑 같이 먹는다.

### 풀레 녬브웨(프랑스어: poulet nyembwe)
훈제하거나 구운 닭고기를 사용하고, 기름에 양파와 마늘 등을 볶다가 팜버터, 물, 월계수 잎, 채소(피망,가지 등)와 닭고기를 넣고 조린다. 가봉의 국민 음식이다.